# 68th Street – Hunter College
68th Street – Hunter College – stacja metra nowojorskiego, na linii 4 i 6. Znajduje się w dzielnicy Manhattan, w Nowym Jorku i zlokalizowana jest pomiędzy stacjami 77th Street i 59th Street. Została otwarta 17 lipca 1918.